# Вик, Иоганн Готлоб Фридрих
Фридрих Вик (нем. Johann Gottlob Friedrich Wieck; 18 августа 1785, Претч, Саксония, Священная Римская империя — 6 октября 1873, Лошвиц, пригород Дрездена, королевство Саксония, Германская империя) — немецкий музыкальный педагог.

## Биография
Родился в Претче (Саксония) 18 августа 1785 года. Происходил из купеческой семьи.
По желанию родителей в 1798 году он был определён в лейпцигскую школу Святого Фомы. Но обучение вскоре было прервано на полтора года из-за болезни. После выздоровления, в 1800 году его отправили в среднюю школу в Торгау, после окончания которой в 1804 году он поступил на богословский факультет Виттенбергского университета. Но основное внимание он уделял не обучению в университете, а занятиям музыкой и, окончив университет, устроился репетитором в семью Зекендорф, в Цингсте недалеко от Кверфурта. Там он познакомился с музыкантом Адольфом Баргелем, который оказал на него решающее влияние — проработав ещё некоторое время репетитором у генерала фон Левезова, он полностью посвятил себя музыкальным занятиям.
Поселился в Лейпциге в 1814 году, где с 1818 году занялся продажей и ремонтом фортепиано. По делам бизнеса ездил в Вену к своему деловому партнёру Маттеусу Андреасу Штайну и во время одной из таких поездок в июле 1823 года посетил Людвига ван Бетховена. В 1828 году Фридрих Вик купил у Штайна фортепиано для своей дочери Клары, которое ныне находится в доме Роберта Шумана в Цвиккау и было изображено на оборотной стороне банкноты в 100 немецких марок.
В то время в Германии стал распространяться метод преподавания игре на фортепиано Логье. Фридрих Вик стал страстным последователем этого метода, но его практический ум вскоре убедил его, что некоторые вещи можно сделать лучше; в результате он создал свой собственный метод. Необычайный успех его дочерей, пианисток Клары и Марии, которых он учил по этой методике, составил ему превосходную репутацию и он посвятил себя преподаванию игры на фортепиано. Его учениками были Роберт Шуман, Карл Фильч, Ганс фон Бюлов.
В апреле 1840 года переехал в Дрезден, где стал изучать методику пения у Иоганна Алоиза Микша. Вскоре он добился одинаково высокой репутации преподавателя вокала и игры на фортепиано. У него учились Уолтер Генри Ротуэлл, Антон Краузе, Клара Бауэр, Хуго Брюклер, Изидор Вильгельм Зайсс, Фридрих Рейхель, Merkel, Riccius, Stade
Умер 6 октября 1873 года в пригороде Дрездена Лошвице. Был похоронен на дрезденском Троицком кладбище. 

## Семья
Его первой женой стала певица Марианна Тромлиц, внучка известного флейтиста Иоганна Георга Тромлица. У них было пятеро детей: Адельгейда (1817–1819), Клара (1819–1896), Альвин (1821–1885), Густав (1823—?) и Виктор (1824–1826). Виктор родился уже после развода родителей. Марианна в дальнейшем вышла вторично замуж за Адольфа Баргеля и стала матерью В. Баргеля. 
В 1828 году женился на Клементине Фехнер, на двадцать лет младше его, сестре Густава Теодора Фехнера. В этом браке родилась дочери: Мария (1832—1916) и Цецилия (1834—1893).